# فيل جيلكريست
فيل جيلكريست (بالإنجليزية: Phil Gilchrist)‏ (25 أغسطس 1973 في المملكة المتحدة - ) هو مدرب كرة قدم ولاعب كرة قدم بريطاني في مركز الدفاع. لعب مع أكسفورد يونايتد وليستر سيتي ونادي روذرهام يونايتد ونادي ميدلزبره ونادي هارتلبول يونايتد ونوتينغهام فورست ووست بروميتش ألبيون ونادي وكينغ وQuorn F.C. ‏.

## وصلات خارجية
- فيل جيلكريست على موقع قاعدة بيانات كرة القدم.إي يو (الإنجليزية)
- فيل جيلكريست على موقع Soccerbase.com (لاعب) (الإنجليزية)
- فيل جيلكريست على موقع عالم كرة القدم.نت (الإنجليزية)